# PZL-Świdnik
PZL-Świdnik S.A est le plus grand constructeur d'hélicoptères de Pologne, issu à l'origine d'une division du groupe PZL. Il fabrique des hélicoptères civils et militaires, dont les principaux produits sont le PZL SW-4 et le PZL W-3, ainsi que des aérostructures.

## Histoire
En 1951, l'industrie aéronautique polonaise voit naître une troisième firme, WSK-Świdnik, dans la ville de Świdnik, renommée WSK PZL-Świdnik en 1957. Elle se place dès 1956 parmi les plus grands constructeurs d'hélicoptères au monde, produisant de nombreux appareils sous licence soviétique, à commencer par le SM-1 (Mil Mi-1). Świdnik devient le principal producteur du Mi-1, et l'unique producteur du Mil Mi-2 russe. À la fin des années 1980, Świdnik commence la production du premier hélicoptère entièrement développé en Pologne, le PZL W-3 "Sokół". Suivra un hélicoptère léger, le PZL SW-4 Puszczyk, de conception locale. Après 1991, l'industriel d'État devient une société publique et prend le nom de WSK PZL-Świdnik S.A. L'entreprise produisait aussi le SZD-30 Pirat, les planeurs PW-5 et PW-6, et coopère largement avec les constructeurs d'autres nations, par exemple avec Agusta pour la fabrication du fuselage de l'Agusta A.109 italien.
En 2010 l'entreprise est privatisée puis rachetée par AgustaWestland ; son principal concurrent local reste le Polonais PZL Mielec — acquis par l'Américain Sikorsky en 2007 — où sont assemblés des Black Hawk.
La compagnie a perdu en 2015, au profit d'Airbus, l'appel d'offres de l'armée polonaise qui portait sur 50 appareils. PZL Świdnik proposait l'AW149 face au H225M Caracal d'Airbus et au S70i de Sikorsky.

## Produits

### Hélicoptères
- PZL W-3 Sokół
- PZL SW-4 Puszczyk
- PZL Kania (version d'export du Mi-2)

### Aérostructures
PZL Świdnik produit en sous-traitance des aérostructures pour différentes compagnies, comme la nacelle système du Bombardier Challenger 300, la poutre de queue d'une version du Bell 412, le caisson central des ailes de l'ATR-72. 